# Aart Geurtsen
Aart Geurtsen (Schiedam, 17 januari 1926 – Vlaardingen, 24 september 2005) was een Nederlands politicus van liberale signatuur.
Geurtsen was in zijn langdurige loopbaan onder meer advocaat in Rotterdam (1945-1971), VVD-lid in de Tweede Kamer (1967-1981), lid van het Europees Parlement (1979-1984), voorzitter van het Koninklijk Nederlands Ondernemersverbond (1986-1987) en de eerste voorzitter van het Commissariaat van de Media (1988-1996). In 1974 bracht hij samen met Kamerlid Theo van Schaik (KVP) een wet over de legalisering van casino's tot stand.

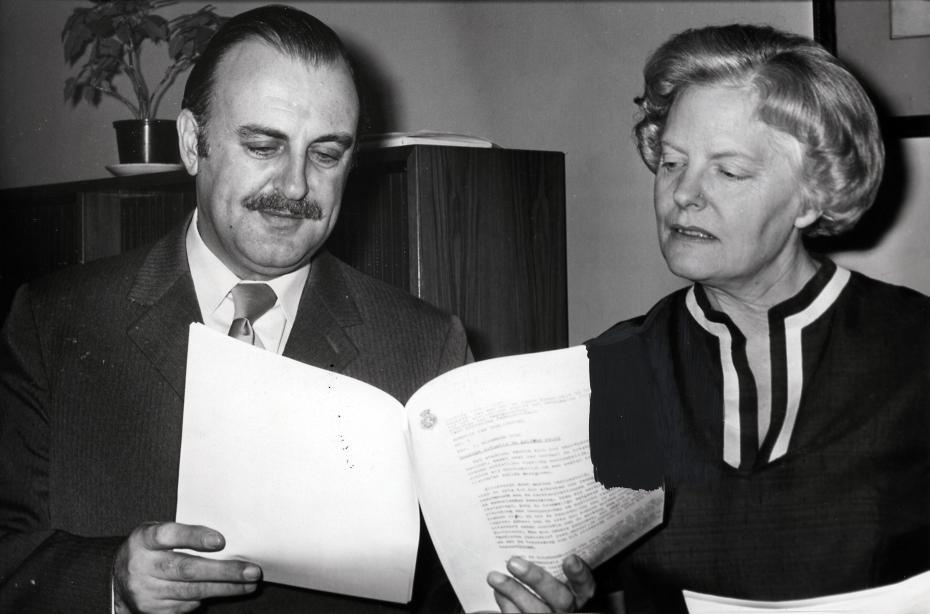
Staatssecretaris Els Veder-Smit van Volksgezondheid en Milieuhygiëne, samen met Aart Geurtsen (1975)

Hij werd in 1992 uitgeroepen tot Omroepman van het Jaar 1992. Vanaf 1996 vormde hij samen met Walter Etty het interim-bestuur van het College van Toezicht Sociale Verzekeringen (Ctsv), de voorloper van de Inspectie Werk en Inkomen. Hij was tevens bestuurslid van de omroepvereniging Veronica.
Geurtsen bekleedde tevens de functies van commissaris van de Nederlandsche Middenstandsbank (NMB; voorloper ING), kroonlid Ziekenfondsraad, regeringscommissaris voor de Omroep, voorzitter van het Commissariaat voor de Media en diverse andere functies bij maatschappelijke en bestuurlijke organisaties.